# Duma Estatal
Duma Estatal, a veces traducido como Duma del Estado (en ruso: Государственная дума, tr.: Gosudárstvennaya duma, abreviatura habitual: Госдума, tr.: Gosduma) es la cámara baja de la Asamblea Federal de Rusia. Según la Constitución Política de la Federación del 12 de diciembre de 1993, la Duma Estatal está compuesta por 450 diputados (artículo 95), elegidos para un periodo de cinco años (artículo 96). Los ciudadanos rusos de 21 o más años pueden ser elegidos para la Duma (artículo 97). La sede de la Duma se encuentra en el centro de la ciudad Moscú, en la calle Ojotni Riad, frente al Kremlin, a pocos pasos de la Plaza del Manège.

## Asamblea Federal
El poder legislativo del país se basa en un parlamento con el nombre de Asamblea Federal. Este, está compuesto a su vez por una Cámara Baja, la propia Duma Estatal que ejerce de órgano de control político y democrático del Gobierno y una Cámara Alta, denominada Consejo de la Federación que funciona como cámara de representación territorial con otras funciones. Sólo en ciertas ocasiones ambas asambleas se reúnen de manera conjunta. De las dos cámaras, la Duma es quizás la que tiene más poder, ya que todos los proyectos de ley, incluidos los propuestos por el Consejo de la Federación, deben aprobarse en la Duma Estatal (artículo 105).

## Sistema electoral de Rusia
El sistema electoral actual es del año 2007 y prevé que todos los diputados son elegidos cada cinco años según las listas de partidos políticos por representación proporcional. Para poder tener representación en la Duma, un partido político que supere el 5% o el 6% garantiza uno y dos escaños respectivamente y superando el 7% ya puede obtener representación. De los 450 diputados, por sistema proporcional o de listas cerradas son elegidos 225 y los otros 225 por el sistema mayoritario o de listas abiertas uninominales.

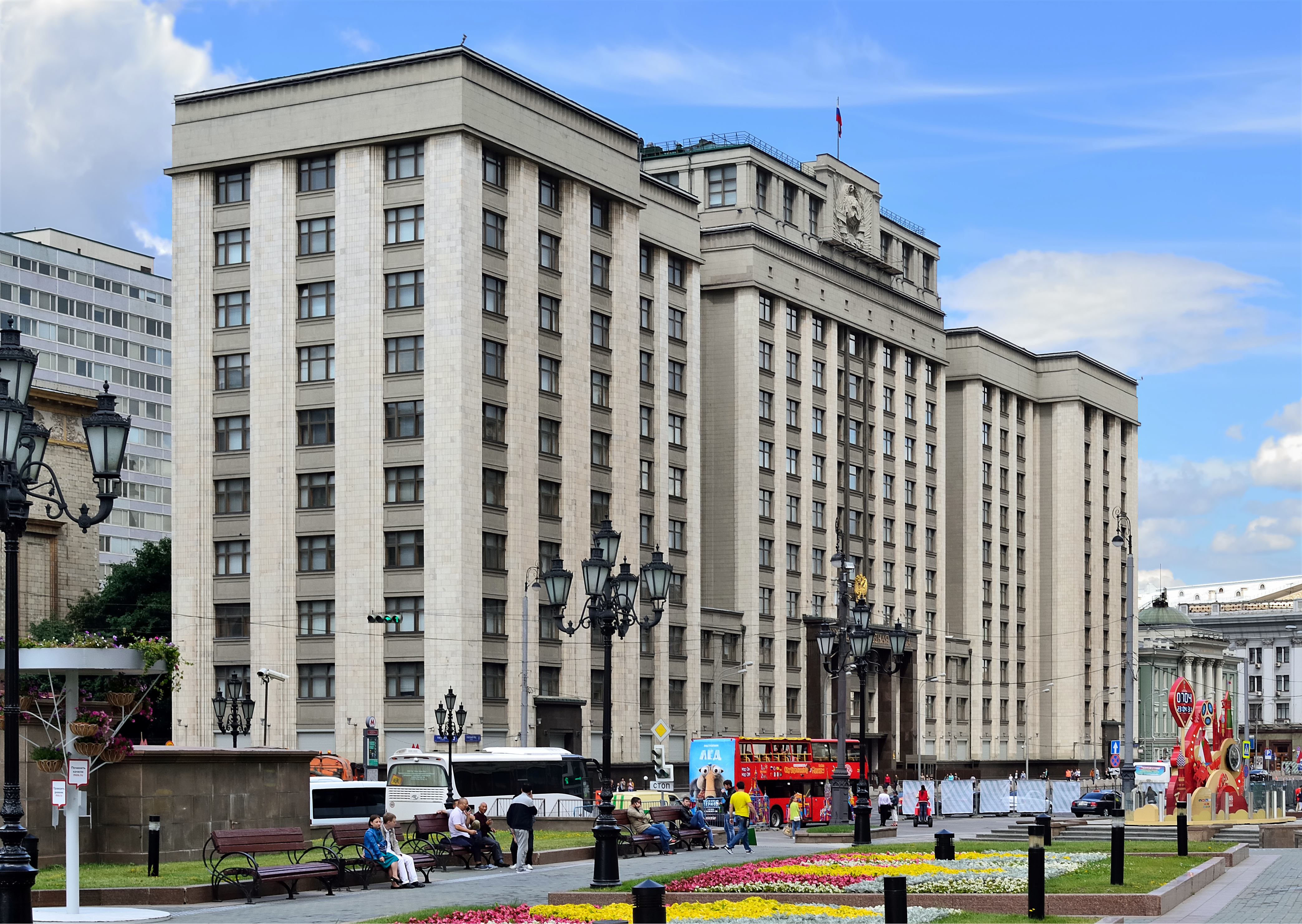
Edificio de la Duma Estatal en la Plaza del Manège en Moscú

## Funciones
La Duma Estatal ostenta los siguientes poderes:
- aprobar leyes federales (por mayoría de los diputados) y leyes constitucionales (se requiere una mayoría de dos tercios), que deben ser aprobadas por el Consejo de la Federación y firmadas por el Presidente de Rusia.
- anular el veto del Consejo de la Federación a una ley federal por mayoría de dos tercios.
- anular el veto del Presidente de Rusia a leyes federales por mayoría de dos tercios junto con tres cuartas partes de los votos de los miembros del Consejo de la Federación.
- aprueba al presidente del Gobierno de Rusia o jefe de gobierno nombrado por el presidente de Rusia, jefe de Estado. Si la Duma rechaza al candidato del jefe del estado, este debe decidir si nombra otra persona. Si la Duma rechaza tres veces a los candidatos, la Duma queda disuelta y se convocan elecciones (artículo 111).[5]
- comenzar el procedimiento de moción de censura contra el presidente de Rusia.
- comenzar el procedimiento de moción de censura contra el presidente de Gobierno o contra el gobierno, con una mayoría de acuerdo de dos tercios de los parlamentarios. Si la Duma aprueba en tres meses dos mociones de censura contra el Gobierno, el jefe del Estado puede optar por destituir al presidente del gobierno o disolver la Duma y convocar elecciones (artículo 117).[2]

## Elecciones

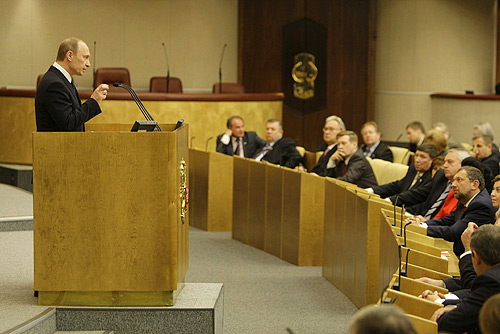
El Presidente de la Federación Rusa Putin se dirige a la Duma en 2008

- Elecciones legislativas de Rusia de 1993
- Elecciones legislativas de Rusia de 1995
- Elecciones legislativas de Rusia de 1999
- Elecciones legislativas de Rusia de 2003
- Elecciones legislativas de Rusia de 2007
- Elecciones legislativas de Rusia de 2011
- Elecciones legislativas de Rusia de 2016
- Elecciones legislativas de Rusia de 2021